# کارین یانی
کارین یانی (استونیایی: Karin Jaani; ۲۷ اوت ۱۹۵۲ – ۷ اکتبر ۲۰۰۹) دیپلمات، سیاستمدار زن و نماینده سابق اهل استونی بود. او در سال‌های ۲۰۰۱–۲۰۰۵ سفیر استونی در مسکو بود. از سال ۲۰۰۶، کارین جانی سفیر استونی در مونته‌نگرو بود.